# Alif Hajiyev
Alif Hajiyev (en azéri : Əlif Lətif oğlu Hacıyev), né le 24 juin 1953 à Khodjaly et mort le 25 février 1992, est un Héros national de l'Azerbaïdjan. Il a participé à la guerre du Haut-Karabagh.

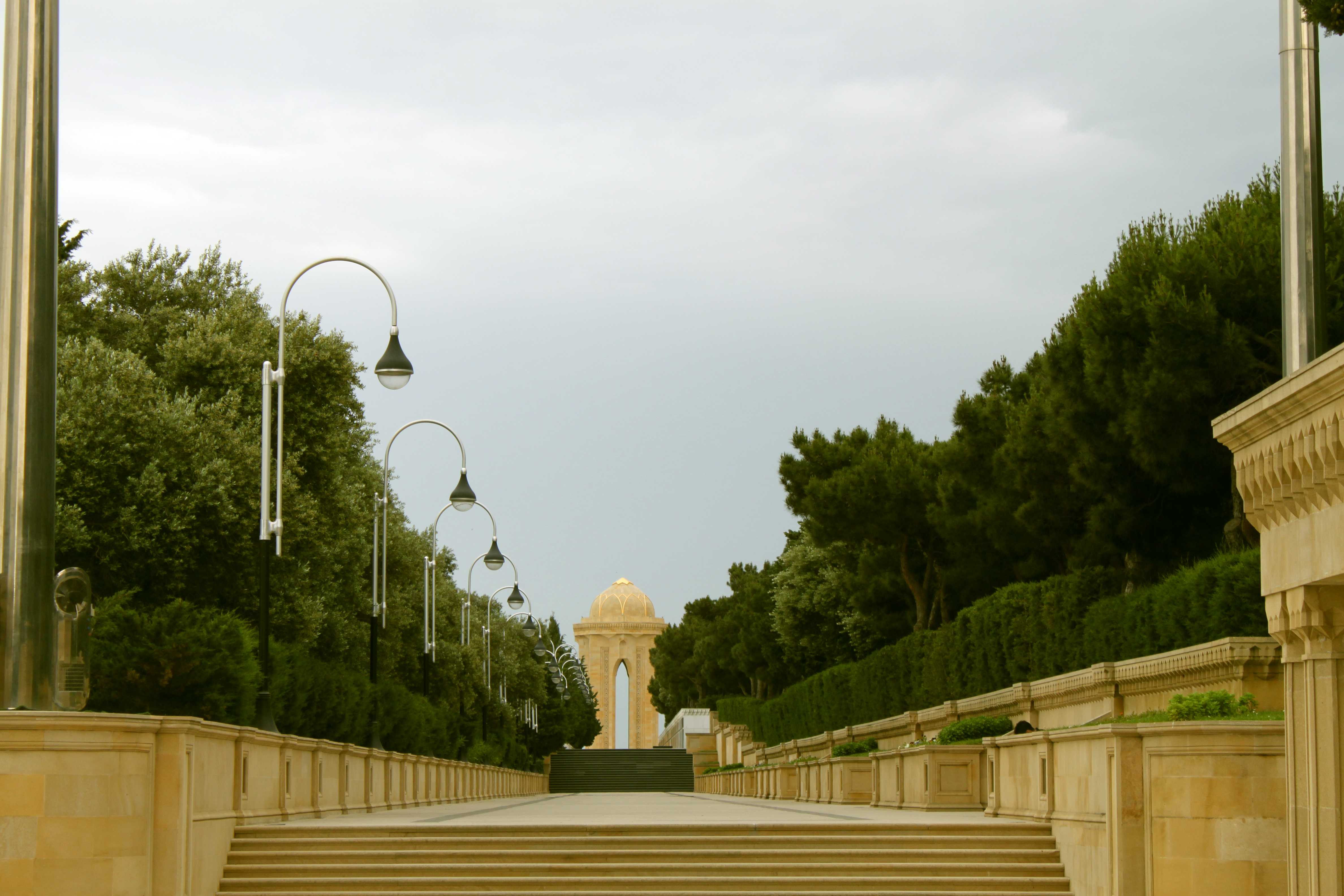
Allée des Martyrs à Bakou.

## Biographie
Alif Hajiyev est né le 24 juin 1953 à Khodjaly. Il est le troisième enfant de la famille. Il termine ses études à l’école secondaire en 1970 et exerce le métier de chauffeur à Stepanakert. De 1971 à 1973, il est effectue son service militaire dans l'armée soviétique à Minsk. Il travaille en tant que chauffeur pour l’entreprise d’automobile de Stepanakert. Entre 1974 et 1984, il travaille au ministère de l'Intérieur de Biélorussie puis dans l'administration autorités de la région autonome du Haut-Karabagh de la République socialiste soviétique d'Azerbaïdjan.
En 1976, Alif Hajiyev est admis à l'école professionnelle Milice Frounzé du ministère de l'Intérieur. En 1979, il termine cette école et poursuit ses études à l’Académie du ministère de l’Intérieur en 1981.
Alif Hajiyev essaye de dénoncer le groupe secret de nationalistes exerçant depuis longtemps dans la région autonome du Haut-Karabagh quand il travaillait là-bas. Pour cette raison, les provocateurs l’accusent de faits inventés et Alif Hajiyev est condamné à une peine de privation de liberté de cix ans. Il est envoyé à Nijni Taguil en Russie pour purger sa peine. En 1987, son dossier est étudié de nouveau et sa peine abaissée de dix à six ans. Il est libéré le 20 février 1989.

### Guerre du Haut-Karabagh et participation aux combats
Hajiyev retourne à Khodjaly en 1990 et exerce une activité au Comité d’organisation du Haut Karabakh et au Comité de secours populaire. Il devient le commandant de l'aéroport de Stepanakert et à la fin décembre 1991, il est nommé au grade de major.

### Mort
Au cours de la guerre du Haut-Karabagh, Alif Hajiyev fait partie des soldats qui ont pour objectif de sécuriser la population civile de Khodjaly et de la protéger des attaques des troupes arméniennes. Le 25 février 1992, Alif Hajiyev et son équipe résistent à jusqu’à cinq heures du matin. Mais les forces qui s'affrontent sont inégales et il est tué au cours des combats. Son cadavre est resté dans la forêt pendant cinq jours.
Il est enterré dans l'allée des Martyrs à Bakou.

## Hommages
- L’une des rues à l’arrondissement de Nizami à Bakou porte son nom.
- Il se voit attribuer à titre posthume le titre de Héros national de l'Azerbaïdjan par le décret no 831 du président de la République d'Azerbaïdjan en date du 6 juin 1992 [5].